# Jan Křtitel Kuchař
Jan Křtitel Kuchař, německy Johann Baptist Kucharz (5. března 1751 Choteč - 18. února 1829 Praha) byl český varhaník, cembalista a hudební skladatel.

## Život
Brzy po narození se Kuchařovi rodiče přestěhovali do Mlázovic, kde pak prožil dětství. Základy hudby získal Kuchař ve Vrchlabí u varhaníka Alexe Tháma. Později studoval na jezuitských gymnáziích v Hradci Králové a v Jičíně. Byl žákem varhaníka Josefa Segera. Od roku 1772 působil jako varhaník v kostele sv. Jindřicha v Praze. Začal také vyučovat hudbu v pražských šlechtických rodinách, mj. v rodině Hartigů, Buquoyů a Příchovských.
Kuchař byl mezi prvními, kdo pochopil génia Mozartovy hudby a začal ji propagovat. V roce 1786 pravděpodobně hrál ve Stavovském divadle při premiéře Figarovy svatby a v lednu roku 1787 se s Mozartem při jeho návštěvě Prahy seznámil. 28. října téhož roku hrál spolu s Mozartem na cembalo v premiérovém provedení Dona Giovanniho. Z obou oper Kuchař sepsal klavírní výtah, stejně jako z opery Così fan tutte.
V roce 1790 Kuchař odešel z kostela sv. Jindřicha poté, co byl jmenován varhaníkem ve strahovském klášteře v kostele Nanebevzetí Panny Marie; začal také vystupovat na samostatných koncertech. Vliv W. A. Mozarta, který předtím roku 1787 na strahovské varhany improvizoval, se projevil i v Kuchařově hudbě. Stejně jako Mozart v roce 1785 v Vídni, tak i Kuchař vstoupil roku 1791 do zednářské lóže a to do pražské „U devíti hvězd“. Na členském seznamu je uveden na 35. místě jako hudebník (Tonkunstler) v Praze a zednář prvního stupně (učeň). 
Mozart složil Kuchařovi hold, když ve druhém jednání Dona Giovanniho ve 14. scéně hostiny kapela na scéně hraje Kuchařův hudební motiv a Leporello přitom zpívá „Si eccelente è il vostro cuoco...“ („Ten váš kuchař, ten to umí...“)
Od roku 1791 vystupoval Kuchař jako cembalista Pražské operní společnosti. 6. září 1791 pravděpodobně účinkoval při premiéře Mozartovy opery La clemenza di Tito. V tomto období složil řadu varhanních a chrámových skladeb, zejména pro strahovský kůr.
K nejvýznamnějším Kuchařovým dílům patří dva varhanní koncerty, koncertní fantazie, fugy, toccaty aj.
Pohřben je na Malostranském hřbitově v Praze Smíchově.